# Irakische Fußballnationalmannschaft
Die irakische Fußballnationalmannschaft ist eine vom Nationaltrainer getroffene Auswahl irakischer Fußballspieler. Sie repräsentiert den nationalen Fußballverband Iraqi Football Association auf internationaler Ebene, zum Beispiel in Freundschaftsspielen gegen die Auswahlmannschaften anderer nationaler Verbände, aber auch bei der Asienmeisterschaft des asiatischen Kontinentalverbandes AFC oder der Fußball-Weltmeisterschaft der FIFA. Organisiert wird die irakische Mannschaft von der Iraq Football Association. Diese wurde 1948 gegründet und trat im selben Jahr der FIFA bei. 1971 wurde sie dann auch Mitglied des AFC.
Die größten Erfolge der Mannschaft aus dem Nahen Osten waren der Gewinn der Asienmeisterschaft 2007 sowie die Teilnahme an der Fußball-Weltmeisterschaft 1986 in Mexiko und am FIFA-Konföderationen-Pokal 2009 in Südafrika.

## Spielkleidung
Die irakische Mannschaft trat bei Heimspielen traditionell im grünen Trikot und auswärts in weiß auf. In den letzten Jahren wurde allerdings das weiße Trikot als Heimfarbe verwendet, so beispielsweise bei der Asienmeisterschaft 2007 und dem Konföderationenpokal 2009.
Bei der Weltmeisterschaft 1986 waren es die Farben blau und gelb. Während der 1990er Jahre und bis ins Jahr 2002 hatte die Mannschaft ein schwarzes Trikot anstelle des weißen.
Ausstatter ist Peak Sports.

## Heimstätte und Länderspiele
Heimatstadion der irakischen Mannschaft ist das 1966 erbaute und 45.000 Zuschauer fassende Al-Shaab-Stadion in Bagdad. Aufgrund der Kriege und der Instabilität im Land fanden allerdings selten Spiele im Irak statt. In den 1980ern musste die Mannschaft ihre Länderspiele aufgrund des ersten Golfkrieges in den Nachbarländern austragen, qualifizierte sich dennoch für die Weltmeisterschaft 1986 und die Olympischen Spiele 1988.
In den 1990er Jahren konnte die Mannschaft wieder in Bagdad spielen, aus politischen Gründen verweigerten einige Mannschaften wie etwa Saudi-Arabien die Reise in den Irak. Das letzte Spiel vor dem Irakkrieg fand am 22. Juli 2002 gegen Syrien statt. Aufgrund der instabilen Sicherheitslage nach dem Sturz des Regimes musste die Mannschaft ihre Heimspiele in neutralen Austragungsorten (Syrien, Jordanien, Katar, Vereinigte Arabische Emirate) austragen.
Erst sieben Jahre später konnte die Mannschaft wieder zuhause antreten. Am 10. Juli 2009 traf der Irak auf Palästina und gewann im Franso-Hariri-Stadion von Erbil mit 3:0. Am 13. Juli folgte das zweite Länderspiel in Bagdad, Endstand 4:0 für den Irak. Bei dem Spiel in Bagdad waren mehr Menschen im Stadion als an Kapazität vorhanden. Einige wichen sogar auf die Laufbahn des Stadions aus.
Aufgrund der guten Organisation und der stabilen Sicherheitslage in der autonomen kurdischen Provinz hob der asiatische Verband die nach dem Krieg verhängte Sperre gegen die Austragung von Heimspielen am 15. Juli 2009 auf. Fortan konnte der Irak seine Spiele in Erbil ausrichten. Der Irakische Verbandspräsident Hussein Saeed sagte, dass er auch Bagdad und Sulaimaniyya als Spielstätten bestätigen lassen möchte. Das erste Spiel in Sulaimaniyya wurde am 18. Dezember 2010 ausgetragen, der Irak verlor die Partie gegen Syrien mit 0:1.
Beim WM-Qualifikationsspiel der irakischen Mannschaft gegen Jordanien am 2. September 2011 kam es im überfüllten Franso-Hariri-Stadion zu einem Stromausfall. Die FIFA verlagerte die restlichen Spiele der Qualifikation daraufhin aufgrund von Sicherheitsbedenken sowie der Verletzung von Sicherheitsvorschriften erneut außerhalb des Landes. Als Folge dieser Entscheidung trug der Irak die restlichen Heimspiele der WM-Qualifikation in der katarischen Hauptstadt Doha aus. Freundschaftsspiele wurden dagegen 2013 in Bagdad ausgetragen, z. B. am 27. Mai 2013 gegen Liberia.
Als Austragungsort der Spiele für die Qualifikation zur Weltmeisterschaft 2018 wurde die Islamischen Republik Iran geplant.
Nach Aufhebung einer Sperre durch den Fußball-Weltverband FIFA hat die Nationalmannschaft des Irak ihr erstes Heimländerspiel seit vier Jahren gewonnen. Am 1. Juni 2017 besiegten die Gastgeber in Basra Jordanien mit 1:0 (1:0). Den Treffer des Tages erzielte Alaa Abdul-Zahra in der 14. Minute. Nach offiziellen Angaben sicherten insgesamt 5000 Polizisten und Ordnungskräfte die Austragung der Partie ab. „Wir hoffen, dass wir nun bald auch wieder Pflichtspiele in unserem Land austragen dürfen“, sagte Ali Jabbar, Generalsekretär des irakischen Verbandes. Die FIFA hat die Heimspielsperre für das krisengeschüttelte Land bislang nur für die Städte Basra, Kerbela und Erbil auf Bewährung aufgehoben. Binnen drei Monaten soll eine endgültige Entscheidung fallen.

## Geschichte der Nationalmannschaft

### Beginn des Fußballs (1920–1959)
Die Geschichte des Fußballs entwickelte sich zur Zeit des britischen Mandats über den Irak (ab 1920). Bereits 1924 traf eine irakische Auswahlmannschaft auf eine Mannschaft britischer Soldaten in Bagdad und verlor mit 1:2. Am 4. Juli 1931 wurde mit Al-Quwa al-Dschawiya (deutsch: Luftwaffe) der erste Fußballklub des Landes gegründet. Im Laufe der 1930er und 1940er Jahre wurden immer mehr Vereine gegründet, und das Spiel gewann zunehmend an Popularität im Land.
Am 6. Oktober 1948 schlossen sich 14 heimische Mannschaften zur Iraqi Football Association zusammen, 1950 wurde der Verband offizielles FIFA-Mitglied. Die ersten – noch inoffiziellen – Spiele trug die Mannschaft 1951 während eines Aufenthaltes in der Türkei aus, so verlor man mit 0:7 gegen die B-Mannschaft der Türken sowie mit 5:7 gegen eine Auswahl Ankaras. Sechs Jahre später – während der Panarabischen Spiele in Beirut – fand das erste offizielle Länderspiel der Irakischen Nationalmannschaft gegen Marokko statt. Beim 3:3-Unentschieden trafen Ammo Baba, Youra Eshaya und Fakhri Mohammed Salman für den Irak. Den ersten Sieg erlangte die Mannschaft am 23. Oktober während derselben Endrunde beim 3:1 über Libyen, zuvor hatte man noch mit 2:4 gegen Tunesien verloren.
An der ersten internationalen Turnier-Qualifikation nahm der Irak an den Qualifikationsspielen zu den Olympischen Spielen 1960 teil. Dort startete man zwar mit Siegen gegen den Libanon, gegen die Türkei hatte man allerdings keine Chance und schied aus.

### Die 1960er und 1970er Jahre
Im Jahr 1964 folgte dann der erste Gewinn einer Meisterschaft, beim Arabischen Nationenpokal in Kuwait konnte der Irak durch Siege über Jordanien, Kuwait und den Libanon sowie ein Unentschieden gegen Libyen die Meisterschaft für sich entscheiden. Zwei Jahre später besiegte man Syrien im Finale mit 2:1 und konnte seinen Titel verteidigen.
Aufgrund der Mitgliedschaft Israels hatte der Irak die Asiatische Konföderation lange boykottiert. Erst 1971 erfolgte der Beitritt. Noch im selben Jahr konnte sich der Irak erstmals für die 5. Asienmeisterschaft im Jahre 1972 qualifizieren, dort schied die Mannschaft allerdings in der Vorrunde aus. Vier Jahre später konnte man das Halbfinale erreichen und wurde letztendlich Vierter. Im Jahre 1973 meldete sich der irakische Verband erstmals für die WM-Qualifikation. Das erste WM-Qualifikationsspiel bestritt der Irak am 11. März 1973 gegen Australien (Endstand 1:3). Im weiteren Qualifikationsverlauf konnte die Mannschaft drei Spiele gewinnen und spielte zudem noch zweimal Unentschieden, am Ende verpasste man aber das Weiterkommen mit einem Rückstand von einem Punkt gegenüber dem späteren WM-Teilnehmer Australien. Zur WM-Qualifikation 1978 trat man aus Protest gegen die Platzierung Israels in der Asiatischen Zone nicht an.
Ab 1976 nahm der Irak an dem Golfpokal teil. Bei der vierten Ausgabe, welche zugleich die erste Teilnahme für die Mannschaft war, belegte man den zweiten Platz hinter Kuwait. Ab 1974 nahm man auch an den Asienspielen teil und erreichte jeweils das Viertel- (1974) bzw. das Halbfinale (1978).
1978 wurde der ehemalige Nationalspieler Ammo Baba Trainer des Irak, der erfolgreichste Trainer der Mannschaft sollte bis 1997 noch sechsmal als Trainer berufen werden.

### Aufschwung der 1980er Jahre
Die bis dahin erfolgreichste Zeit erlebte der irakische Fußball in den Jahren von 1979 bis 1988. Der Irak nahm an drei Olympischen Spielen teil und qualifizierte sich auch erstmals in seiner Geschichte für eine WM-Endrunde. Auf regionaler Ebene konnte die Mannschaft 1982 die Goldmedaille der Asienspiele sowie drei Golfpokaltitel (1979 in Bagdad, 1984 im Oman und 1988 in Saudi-Arabien) gewinnen. Im Jahr 1985 konnte der Irak mit der B-Mannschaft den Arab Cup und die Panarabischen Spiele gewinnen, 1988 folgte ein weiterer Titel beim Arab Cup.

#### Olympische Sommerspiele 1980
Die Teilnahme an den Olympischen Sommerspielen von Moskau war für den Irak der erste Auftritt auf internationaler Bühne. Die Qualifikation zur Endrunde hatte die Mannschaft nach einer 2:3-Niederlage gegen Kuwait zunächst verpasst, da jedoch mehrere Staaten die Spiele aus politischen Gründen boykottierten, wurde der Irak anstelle von Malaysia zu den Spielen eingeladen.
In der Vorrunde traf man auf Jugoslawien, Finnland und Costa Rica. Letztere besiegte der Irak mit 3:0. Dem Sieg gegen die Südamerikaner folgten zwei Unentschieden gegen Finnland und Jugoslawien und somit der Einzug ins Viertelfinale. In Kiew unterlag man der DDR mit 0:4 und schied aus.

#### Olympische Sommerspiele 1984
Erstmals in der Geschichte des irakischen Fußballs konnte der Irak 1984 eine Qualifikation zu den Olympischen Spielen erfolgreich abschließen. Nachdem man bei der Finalrunde der Qualifikationsrunde zunächst nur den zweiten Gruppenplatz hinter Katar erreicht hatte, trat die Mannschaft im Entscheidungsspiel gegen Südkorea an. Diese Partie endete mit einem 1:0-Sieg über die Ostasiaten und somit war man für die Spiele in Los Angeles qualifiziert.
Beim Turnier kam man allerdings nicht über die Vorrunde hinaus. Dem Unentschieden gegen Kanada im Eröffnungsspiel folgten zwei Niederlagen gegen Kamerun und Jugoslawien. Gegen die Kicker aus dem Balkan wurde eine zeitweilige 2:0−Führung verspielt, das Spiel endete mit einer 2:4−Niederlage.

#### Fußball-Weltmeisterschaft 1986
Zwölf Jahre nach dem ersten WM-Qualifikationsspiel gelang dem Irak die Qualifikation für die Weltmeisterschaft 1986 in Mexiko. In der ersten Runde setzte man sich knapp gegen Katar durch, aufgrund des ersten Golfkrieges musste die Mannschaft ihre Heimspiele zunächst in Kuwait, dann in Saudi-Arabien austragen. Das entscheidende Spiel der ersten Runde wurde im indischen Kalkutta ausgetragen, dort siegte der Irak mit 2:1 gegen Katar. Im Halbfinale der Qualifikation gewann man zunächst mit 3:2 in Dubai gegen die VAE, das zweite Spiel ging mit 1:2 verloren, der Irak konnte sich aber aufgrund der Auswärtstorregel für das Finale qualifizieren. Finalgegner Syrien wurde in Taif (Saudi-Arabien) mit 3:1 bezwungen, zuvor hatte die Mannschaft 0:0 in Damaskus gespielt. Mit dem Sieg über Syrien war die Mannschaft erstmals für die WM-Endrunde qualifiziert.
Bei der Endrunde in Mexiko gingen alle Vorrundenspiele verloren. So unterlag man gegen den Gastgeber und Paraguay jeweils mit 0:1. Gegen Belgien verlor die Mannschaft mit 1:2. In diesem Spiel erzielte Ahmed Radhi den bisher einzigen WM-Treffer für den Irak.

#### Olympische Sommerspiele 1988
Zum dritten Mal in Folge war die irakische Fußballmannschaft bei den Sommerspielen in Seoul vertreten. In der Qualifikation setzte man sich gegen Katar, Kuwait und Saudi-Arabien durch. Das entscheidende Spiel gegen Kuwait gewann der Irak mit 1:0 und löste somit das Ticket zur Endrunde.
Wie schon 1984 schied die Mannschaft allerdings erneut in der Vorrunde aus. Nach einem Unentschieden gegen Sambia und einem Sieg über Guatemala benötigte der Irak ein Unentschieden gegen Italien, um weiterzukommen. Das entscheidende Spiel gegen die Südeuropäer ging allerdings mit 0:2 verloren.

### Die Stagnation
Die Isolation des Irak infolge des zweiten Golfkrieges von 1991 hatte auch Auswirkungen auf die Fußballmannschaft des Irak, so wurde der Irak nach der Invasion Kuwaits im August 1990 von der FIFA ausgeschlossen. Auch an anderen Turnieren wie dem Golfpokal und den Arab Nations Cup durfte man nicht mehr teilnehmen. Erst 1993, drei Jahre nach der Suspendierung, trug die Mannschaft wieder Länderspiele aus.
Gleich zu Beginn musste der Irak in der WM-Qualifikation antreten. In der ersten Phase setzte man sich gegen China durch und erreichte die Finalrunde der Ausscheidung. Der Erfolg der Mannschaft wurde auch von der Propaganda des ehemaligen Regimes ausgenutzt, die Teilnahme an der Weltmeisterschaft in den Vereinigten Staaten auch als Rache für den verlorenen Golfkrieg hochstilisiert. Die Endrunde der Qualifikation wurde in Katar ausgetragen, dort traf der Irak auf Nordkorea, Südkorea, den Iran, Saudi-Arabien und Japan. Die Begegnungen Irak–Iran und Irak–Saudi-Arabien wurden hierbei aufgrund der politischen Situation als besonders brisant eingestuft.
Im ersten Spiel gegen Nordkorea führte die Mannschaft zu Beginn der zweiten Halbzeit mit 2:0, verlor jedoch 2:3. Nach dieser Niederlage wurde der damalige Trainer Adnan Dirjal entlassen und durch Ammo Baba abgelöst. Unter Baba erreichte man noch einen Sieg über den Iran (2:1) sowie Unentschieden gegen Südkorea (2:2), Saudi-Arabien (1:1) und Japan (2:2), für die Qualifikation reichte es aber nicht mehr.
Zwei Jahre später nahm erstmals nach 20 Jahren wieder eine irakische Auswahl an der Qualifikation zur Asienmeisterschaft teil und erreichte auf Anhieb die Teilnahme an der Endrunde in den Arabischen Emiraten. Zu Beginn des Turniers wurde der Iran mit 2:1 bezwungen, es folgte eine 0:1-Niederlage gegen Saudi-Arabien und ein 4:1-Sieg über Thailand, die zum Weiterkommen reichten. Im Viertelfinale schied man allerdings nach Verlängerung gegen den Gastgeber aus. Die Qualifikation zur Weltmeisterschaft 1998 endete für die Mannschaft nach zwei Niederlagen gegen Kasachstan bereits in der ersten Runde. In Bagdad verlor man mit 1:2, in Almaty mit 1:3. Bei der Asienmeisterschaft 2000 wurde erneut das Viertelfinale erreicht, dort verlor man allerdings gegen den späteren Asienmeister Japan deutlich mit 1:4.
Bei der Qualifikation zur WM 2002 in Japan und Südkorea traf man in der ersten Runde erneut auf Kasachstan, im ersten Spiel in Bagdad gab es ein 1:1-Unentschieden gegen den Rivalen aus Zentralasien. Ins Rückspiel gingen die beiden Mannschaften mit dem gleichen Punktestand, der Irak wies jedoch die bessere Tordifferenz auf. Im Zentralstadion von Almaty trennten sich beide Mannschaften 1:1, damit war der Irak für die Finalrunde qualifiziert. Die Auslosung der Runde ergab, dass der Irak gegen den Iran, Saudi-Arabien, Bahrain und Thailand antreten musste. Mit nur zwei Siegen gegen Thailand und Bahrain sowie einem Unentschieden erreichte die Mannschaft lediglich den vierten Platz in der Gruppe und schied aus.
Im Jahr 2002 wurde Bernd Stange zum Nationaltrainer benannt. Nach dem Sturz des Baath-Regimes im Jahre 2003 wurde bekannt, dass Saddams Sohn Udai Nationalspieler nach Niederlagen foltern ließ.

### Rückkehr und Gewinn der Asienmeisterschaft
Aufgrund von Sicherheitsproblemen trat Bernd Stange 2004 von seinem Amt als Nationaltrainer zurück, seine Nachfolge trat Adnan Hamad an. Bei der Asienmeisterschaft 2004 wurde zum dritten Mal in Folge das Viertelfinale erreicht. Die WM-Qualifikation gelang der Mannschaft allerdings nicht, das entscheidende Spiel gegen Usbekistan verlor der Irak mit 1:2, nach einem weiteren Misserfolg beim Golfpokal wurde Hamad Ende des Jahres entlassen.
Als Nachfolger trat Akram Salman im Januar 2005 das Amt des Trainers an. Die Qualifikation zur Asienmeisterschaft gestaltete sich für den Irak sehr mühsam. Das erste Spiel gegen Singapur ging mit 0:2 verloren und auch im weiteren Verlauf konnte die Mannschaft nicht überzeugen. Zwar gewann der Irak seine Gruppe, am Ende standen aber acht Gegentreffer bei sechs Spielen auf dem Konto. Nach dem Vorrundenaus im Golfpokal wurde Salman Anfang 2007 entlassen.
Im Mai 2007 wurde der Brasilianer Jorvan Vieira Trainer der irakischen Nationalmannschaft und führte sie zu ihrem bislang größten Erfolg, dem Gewinn der Asienmeisterschaft 2007. Zunächst startete man mit einem schwachen 1:1 gegen Co-Gastgeber Thailand, im zweiten Spiel gelang dem Irak jedoch ein 3:1-Sieg über die favorisierten Australier. Den Gruppensieg sicherten sich die Iraker dann mit einem torlosen Unentschieden gegen den Oman.
Im Viertelfinale bezwang man Vietnam mit 2:0. Das Halbfinalspiel gegen Südkorea konnte der Irak im Elfmeterschießen für sich entscheiden. Bei zwei Bombenanschlägen auf feiernde Fans wurden 50 Menschen getötet.
Am 29. Juli 2007 fand im Gelora-Bung-Karno-Stadion von Jakarta das Finale gegen Saudi-Arabien statt, welches der Irak durch einen Treffer seines Kapitäns Yunis Mahmud in der 71. Minute für sich entscheiden konnte. Der Titelgewinn wurde im ganzen Land begeistert gefeiert.
In Bagdad wurde ein Monument in Erinnerung an den Gewinn der Asienmeisterschaft errichtet.

### Erneute Stagnation
Vieira trat nach dem Ende der Asienmeisterschaft von seinem Amt zurück, Nachfolger wurde Egil Olsen. Die Amtszeit des Norwegers dauerte allerdings nur wenige Monate, nach dem 1:1-Unentschieden gegen China zu Beginn der WM-Qualifikation wurde er entlassen und durch Adnan Hamad ersetzt. Unter Hamad verlor der Irak allerdings auch die Spiele gegen Katar (0:2) und Australien (0:1) und stand am Ende der Hinrunde mit nur einem Zähler auf dem letzten Gruppenplatz.
Durch Siege gegen die Australier und Chinesen schien man allerdings wieder auf dem Weg der Qualifikation und ein Unentschieden im letzten Gruppenspiel gegen Katar hätte zur Qualifikation für die nächste Runde gereicht, jedoch verlor die irakische Mannschaft in Dubai mit 0:1 und schied aus. Ein Protest des irakischen Verbandes gegen einen nicht spielberechtigten Spieler Katars wurde vom internationalen Sportsgerichtshof CAS abgelehnt, da der irakische Verband eine notwendige Gebühr zu spät entrichtet hatte.
Nachfolger des entlassenen Hamads wurde erneut Jorvan Vieira, der im September einen Ein-Jahres-Vertrag mit dem irakischen Verband unterzeichnete. Die zweite Amtszeit Vieiras endete jedoch nach nur fünf Monaten. Aufgrund der schlechten Leistungen beim Golfpokal wurde der Brasilianer im Januar 2009 wieder entlassen. Die 0:4-Niederlage gegen den Oman bei diesem Turnier war die höchste Niederlage einer irakischen Nationalmannschaft seit 1970.
Im April 2009 übernahm Bora Milutinović die Leitung der Mannschaft, er sollte den amtierenden Asienmeister beim Konföderationen-Pokal betreuen. Das erste Spiel gegen Gastgeber Südafrika endete mit einem torlosen Unentschieden. Der 0:1-Niederlage gegen Europameister Spanien folgte ein weiteres torloses Unentschieden gegen Neuseeland, damit schied der Irak, ohne einen einzigen Treffer zu erzielen, in der Vorrunde aus.
Im August 2010 wurde Wolfgang Sidka zum neuen Trainer der Nationalmannschaft, er war damit nach Stange der zweite Deutsche, der die Nationalmannschaft des Irak trainierte. Die Titelverteidigung bei der Asienmeisterschaft 2011 gelang dem Irak nicht, im Viertelfinale verlor man mit 0:1 gegen Australien. Im August 2011 wurde bekannt, dass der Ein-Jahres-Vertrag Sidkas nicht mehr verlängert wird. Neuer Trainer wurde der Brasilianer Zico, der aber im November 2012 zurücktrat. Unter seinem Nachfolger Petrović verpasste der Irak abermals die Qualifikation zur WM.

### Nachwuchsmannschaften
Die U-20 Auswahl des Landes konnte fünfmal (1975, 1977, 1978, 1988 und 2000) die Asienmeisterschaft in dieser Altersklasse gewinnen. Viermal (1977, 1989, 2001 und 2013) war man bei der Junioren-Fußballweltmeisterschaft vertreten. 1989 wurde das Viertelfinale, 2013 das Halbfinale erreicht.
Bei den Spielen in Athen im Jahre 2004 sorgte die Olympiaauswahl nach dem 4:2-Sieg über Portugal für Schlagzeilen, im weiteren Verlauf des Turniers konnte die Mannschaft bis ins Halbfinale vorstoßen und belegte am Ende den vierten Platz. Es war nach dem dritten Rang Japans bei den Spielen 1968 der bis dahin zweitgrößte Erfolg einer asiatischen Nation beim olympischen Fußballwettbewerb. Im Jahr 2006 gewann die Olympiamannschaft eine Silbermedaille bei den Asienspielen in Katar, bei den Asienspielen 2014 gewann die Mannschaft Bronze. Weiterhin gewann die Olympiamannschaft im Jahr 2014 die erste Ausgabe der Asienmeisterschaft in dieser Altersklasse. Bei der zweiten Ausgabe zwei Jahre später belegte die Mannschaft den dritten Platz und qualifizierte folglich für die Sommerspiele 2016 in Rio, wo sie in der Vorrunde ausschied.

## Teilnahme an internationalen Fußballwettbewerben

### Teilnahmen an den Olympischen Spielen
| Jahr          | Gastgeberstadt | Teilnahme bis …    | Gegner                       | Ergebnis           |
| ------------- | -------------- | ------------------ | ---------------------------- | ------------------ |
| 1900 bis 1956 |                | keine Teilnahme    | –                            | –                  |
| 1960          | Rom            | nicht qualifiziert | −                            | −                  |
| 1964          | Tokio          | nicht qualifiziert | −                            | −                  |
| 1968          | Mexiko-Stadt   | nicht qualifiziert | −                            | −                  |
| 1972          | München        | nicht qualifiziert | −                            | −                  |
| 1976          | Montreal       | nicht qualifiziert | −                            | −                  |
| 1980          | Moskau         | Viertelfinale      | DDR                          | 0:4                |
| 1984          | Los Angeles    | Vorrunde           | Jugoslawien, Kanada, Kamerun | 1 Punkt, 3:6 Tore  |
| 1988          | Seoul          | Vorrunde           | Sambia, Italien, Guatemala   | 3 Punkte, 5:4 Tore |

Nach 1988 hat die A-Nationalmannschaft nicht mehr an den Olympischen Spielen und den Qualifikationsspielen dazu teilgenommen. 2004 belegte die Olympiamannschaft Platz 4. Für 2016 konnte sich die U-23-Mannschaft im Januar 2016 bei der U-23-Fußball-Asienmeisterschaft 2016 qualifizieren.

### Teilnahme an denFußball-Weltmeisterschaften
| Jahr      | Gastgeberland    | Teilnahme bis…     | Gegner                    | Ergebnis | Trainer  |
| --------- | ---------------- | ------------------ | ------------------------- | -------- | -------- |
| 1956–1970 |                  | keine Teilnahme    | –                         | –        |          |
| 1974      | Deutschland      | nicht qualifiziert | −                         | −        |          |
| 1978      | Argentinien      | zurückgezogen      | −                         | −        |          |
| 1982      | Spanien          | nicht qualifiziert | −                         | −        |          |
| 1986      | Mexiko           | Vorrunde           | Mexiko, Belgien, Paraguay | 23.      | Evaristo |
| 1990      | Italien          | nicht qualifiziert | −                         | −        |          |
| 1994      | USA              | nicht qualifiziert | −                         | −        |          |
| 1998      | Frankreich       | nicht qualifiziert | −                         | −        |          |
| 2002      | Japan / Südkorea | nicht qualifiziert | −                         | −        |          |
| 2006      | Deutschland      | nicht qualifiziert | −                         | −        |          |
| 2010      | Südafrika        | nicht qualifiziert | −                         | −        |          |
| 2014      | Brasilien        | nicht qualifiziert | −                         | −        |          |
| 2018      | Russland         | nicht qualifiziert | −                         | −        |          |
| 2022      | Katar            | nicht qualifiziert | −                         | −        |          |

### Teilnahme an denFußball-Asienmeisterschaften
| Jahr      | Gastgeberland                        | Teilnahme bis …  | Gegner         | Ergebnis          |
| --------- | ------------------------------------ | ---------------- | -------------- | ----------------- |
| 1956–1968 |                                      | keine Teilnahme  | –              | –                 |
| 1972      | Thailand                             | Vorrunde         | Iran, Thailand |                   |
| 1976      | Iran                                 | Spiel um Platz 3 | China          | 0:1               |
| 1980      | Kuwait                               | keine Teilnahme  | −              | −                 |
| 1984      | Singapur                             | keine Teilnahme  | −              | −                 |
| 1988      | Katar                                | keine Teilnahme  | −              | −                 |
| 1992      | Japan                                | keine Teilnahme  | −              | −                 |
| 1996      | VAE                                  | Viertelfinale    | VAE            | 0:1 n. V.         |
| 2000      | Libanon                              | Viertelfinale    | Japan          | 1:4               |
| 2004      | China                                | Viertelfinale    | China          | 0:3               |
| 2007      | Indonesien/Malaysia Thailand/Vietnam | Finale           | Saudi-Arabien  | 1:0, Asienmeister |
| 2011      | Katar                                | Viertelfinale    | Australien     | 0:1 n. V.         |
| 2015      | Australien                           | Spiel um Platz 3 | VAE            | 2:3               |
| 2019      | VAE                                  | Achtelfinale     | Katar          | 0:1               |
| 2024      | Katar                                | Achtelfinale     | Jordanien      | 2:3               |
| 2027      | Saudi-Arabien                        | Qualifiziert     |                |                   |

### Teilnahme an denWestasienmeisterschaften
| Jahr | Gastgeberland | Teilnahme bis …    | Gegner    | Ergebnis      |
| ---- | ------------- | ------------------ | --------- | ------------- |
| 2000 | Jordanien     | Spiel um Platz 3   | Jordanien | 4:1, 3. Platz |
| 2002 | Syrien        | Finale             | Jordanien | 3:2, 1. Platz |
| 2004 | Iran          | Spiel um Platz 3   | Jordanien | 1:3, 4. Platz |
| 2007 | Jordanien     | Finale             | Iran      | 1:2, 2. Platz |
| 2008 | Iran          | nicht teilgenommen | −         | −             |
| 2010 | Jordanien     | Halbfinale         | Iran      | 1:2           |
| 2012 | Kuwait        | Finale             | Syrien    | 0:1, 2. Platz |
| 2013 | Katar         | Vorrunde           | −         | −             |
| 2019 | Irak          | Finale             | Bahrain   | 0:1, 2. Platz |

### Teilnahme des Irak am FIFA-Arabien-Pokal
- 2021 – Vorrunde

## Länderspiele gegen deutschsprachige Fußballnationalmannschaften
Die einzigen Aufeinandertreffen zwischen der irakischen Nationalmannschaft und einer deutschsprachigen Mannschaft fanden nur gegen die DDR statt. Zwischen 1969 und 1982 trug man fünf Länderspiele gegeneinander aus. Der Irak und die DDR konnten je ein Spiel gewinnen, die restlichen drei endeten unentschieden. Vier der fünf Spiele fanden im Irak, lediglich eins in der DDR statt.
Das einzige Spiel gegen eine gesamtdeutsche Mannschaft fand während der U-20-WM 2001 in Argentinien statt und endete mit einem 3:1 für Deutschland.

### Länderspiele gegen die DDR
Ergebnisse stets aus irakischer Sicht
| Datum            | Ort    | Ergebnis | Anlass             | Torschützen                                                                       |
| ---------------- | ------ | -------- | ------------------ | --------------------------------------------------------------------------------- |
| 8. Dezember 1969 | Bagdad | 1:1      | Freundschaftsspiel | 0:1 Körner (23.), 1:1 Ammo (36.)                                                  |
| 26. Juli 1970    | Jena   | 0:5      | Freundschaftsspiel | 0:1, 0:2 P. Ducke (8., 21.), 0:3 Kreische (37.), 0:4 Vogel (47.), 0:5 Weise (88.) |
| 9. Februar 1979  | Bagdad | 1:1      | Freundschaftsspiel | 1:0 Shihab (80.), 1:1 Streich (89.)                                               |
| 12. Februar 1979 | Bagdad | 2:1      | Freundschaftsspiel | 0:1 Kühn (3.); 1:1, 2:1 Saeed (74., 88.)                                          |
| 2. März 1982     | Bagdad | 0:0      | Freundschaftsspiel |                                                                                   |

Bisher bestritt der Irak kein Länderspiel gegen Deutschland, Österreich, Liechtenstein, Luxemburg oder die Schweiz.

## Rekordspieler
(Stand: 28. Dezember 2024)
Der Irak hat nach Saudi-Arabien (17) zusammen mit Bahrain und Südkorea (je 15) in Asien die meisten Spieler (11) mit mindestens 100 gesicherten Länderspielen. Die FIFA zählt bei vielen weniger als die von rsssf.org gelisteten Spiele.
| Rekordspieler | Rekordspieler        | Rekordspieler | Rekordspieler |
| Spiele        | Spieler              | Zeitraum      | Tore          |
| ------------- | -------------------- | ------------- | ------------- |
| 148           | Yunis Mahmud         | 2002–2016     | 57            |
| 137           | Hussain Said         | 1977–1990     | 78            |
| 124 (120)     | Alaa Abdul-Zahra     | 2007–0000     | 18            |
| 124           | Adnan Dirjal         | 1978–1990     | 08            |
| 121           | Ahmed Radhi          | 1982–1997     | 62            |
| 117 (116)     | Ahmed Ibrahim Khalaf | 2010–         | 05            |
| 113           | Nasch'at Akram       | 2001–2013     | 17            |
| 113           | Ali Rehema           | 2005–2016     | 02            |
| 113           | Hawar Mulla Mohammed | 2001–2013     | 20            |
| 110           | Mahdi Karim          | 2001–2018     | 11            |
| 104           | Raad Hamudi          | 1976–1987     | 0             |
| 104           | Falah Hassan         | 1970–1986     | 29            |
| 103           | Emad Mohammed        | 2001–2012     | 27            |
| 101           | Hassan Farhan        | 1973–1982     | 02            |
| 100 (95)      | Nur Sabri            | 2002–2018     | 0             |

| Rekordschützen | Rekordschützen | Rekordschützen | Rekordschützen |
| Tore           | Spieler        | Zeitraum       | Spiele         |
| -------------- | -------------- | -------------- | -------------- |
| 78             | Hussain Said   | 1977–1990      | 137            |
| 62             | Ahmed Radhi    | 1982–1997      | 121            |
| 57             | Yunis Mahmud   | 2002–2016      | 148            |
| 36             | Ali Kadhim     | 1970–1980      | 084            |
| 31             | Ayman Hussein  | 2015–          | 084            |
| 29             | Falah Hassan   | 1970–1986      | 104            |
| 27             | Emad Mohammed  | 2001–2012      | 103            |
| 22             | Razzaq Farhan  | 1998–2007      | 55             |
| 22             | Laith Hussein  | 1986–2002      | 080            |
| 21             | Mohanad Ali    | 2017–          | <062           |

1. 1 2  Die FIFA zählte zunächst die Spiele am 31. Mai 2009 gegen Katar, am 2. Januar 2011 gegen China, am 6. November 2011 gegen den Libanon, am 6. Oktober 2013 und 10. Oktober 2014 gegen den Jemen sowie am 4. Januar 2015 gegen den Iran nicht mit.
2. 1 2  Die FIFA zählt zwei Tore am 2. Januar 2011 gegen China und ein Tor am 6. Oktober 2013 gegen den Jemen nicht mit.
3. 1 2  40 Spiele werden von der FIFA nicht (mehr) gezählt, davon 21 Qualifikationsspiele für die Olympischen Spiele 1980, 1984 und 1988, neun Spiele bei den Olympischen Spielen 1980, 1984 und 1988, fünf Spiele beim Golfpokal 1982, nachdem der Irak zurückzog, zwei WM-Qualifikations-Spiele für die WM 1986, die aus der Wertung genommen wurden, weil der Gegner anschließend zurückzog und drei Spiele beim Golfpokal 1990, nachdem der Irak zurückzog.
4. 1 2  21 Tore werden von der FIFA nicht (mehr) gezählt, davon neun Tore in Qualifikationsspielen für die Olympischen Spiele 1980, 1984 und 1988, drei Tore in Spielen bei den Olympischen Spielen 1980 und 1984, fünf Tore beim Golfpokal 1982, nachdem der Irak zurückzog und vier Tore in zwei WM-Qualifikations-Spielen für die WM 1986, die aus der Wertung genommen wurden, weil der Gegner anschließend zurückzog.
5. ↑  Die FIFA zählte zunächst die Spiele am 2. Januar 2011 gegen China, am 7. November 2012 gegen Katar, am 6. Oktober 2013 gegen den Jemen und am 4. Januar 2015 gegen den Iran nicht mit.
6. ↑  Die FIFA zählte am 1. Dezember 2021 weniger als 100 Spiele, von rsssf.org gibt es noch keine detaillierte Spielliste und der Spieler wurde vom 20. Januar 2022 bis 14. Februar 2025 nicht gelistet.
7. 1 2  Die FIFA zählt 19 Spiele in den Olympiaqualifikationen und drei Spiele bei den Olympischen Spielen 1988 nicht mit, die der Irak als A-Länderspiele zählt.
8. 1 2  Die FIFA zählt vier Tore Spiele in den Olympiaqualifikationen und zwei Toren bei den Olympischen Spielen 1988 nicht mit, die der Irak als A-Länderspiele zählt.
9. ↑  Die FIFA berücksichtigt nicht die Spiele am 2. und 6. Januar 2011 gegen China bzw. den Libanon, nennt aber seit dem 3. August 2021 kein Spiel weniger als rsssf.org. Vor dem 12. Januar 2017 wurde er von rsssf.org mit 114 Spielen gelistet.
10. ↑  Die FIFA zählte zunächst nicht die Spiele am 31. Mai 2009 gegen Katar, am 2. Januar 2011 gegen China, am 5. November 2011 gegen den Libanon und am 7. November 2012 gegen Katar.
11. ↑  Die FIFA zählt nicht die Spiele am 31. Mai 2009 gegen Katar, am 2. Januar 2011 gegen China, am 5. November 2011 und 22. Januar 2012 gegen den Libanon, da es zu viele Auswechslungen gab, nennt aber seit dem 11. August 2021, nachdem auch rsssf.org nur noch 112 Spiele listet genausoviele Spiele.
12. ↑  Die FIFA zählt nicht die Spiele am 2. Januar 2011 gegen China, am 5. November 2011 gegen den Libanon, am 10. Oktober 2014 gegen den Jemen und am 14. Oktober 2014 gegen Bahrain, aber seit dem 3. August 2021 bis zum 14. Februar 2025 nur ein Spiel weniger als rsssf.org.
13. 1 2 3 4  Der Spieler wird von der FIFA in der Hunderterliste nicht geführt.
14. 1 2  Die FIFA zählte zunächst die Spiele am 2. Januar 2011 gegen China und am 6. Januar 2011 gegen den Libanon nicht mit.
15. ↑  Die FIFA zählt nicht die Spiele am 31. Mai 2009 gegen Katar, am 22. Januar 2012 gegen den Libanon, am 7. November 2012 gegen Katar, am 1. Februar 2013 gegen Malaysia und am 6. Oktober 2013 gegen den Jemen.
16. ↑  Die FIFA zählt ein Tor am 6. Januar 2011 gegen den Libanon nicht mit.

## Weitere bekannte Spieler
- Ammo Baba – Bekanntester Fußballspieler
- Hadi Ahmed – Erster Torschütze in einem internationalen Turnier (1980 in der Sowjetunion gegen Costa Rica)

## Trainer
- Jorge Silva Vieira (1985–1986)
- Edu (1986)
- Zé Mário (1986)
- Evaristo de Macedo (1986)
- Akram Salman (1986, 1998, 2005–2007, 2015)
- Ammo Baba (1987–1988, 1988–1989, 1993, 1997)
- Anwar Jassam (1989–1990, 1995–1996)
- Juri Morosow (1990)
- Michail Fomenko (1990)
- Adnan Dirjal (1992–1993)
- Yahya Alwan (1996–1997, 2015–2016)
- Ayoub Odisho (1997)
- Adnan Hamad (2000, 2001, 2002, 2004, 2008)
- Milan Živadinović (2000–2001)
- Rudolf Belin (2001)
- Bernd Stange (2002–2004)
- Jorvan Vieira (2007–2008, 2008–2009)
- Bora Milutinović (2009)
- Wolfgang Sidka (2010–2011)
- Zico (2011–2012)
- Hakeem Shakir (2012–2013, 2013–2014)
- Vladimir Petrović (2013)
- Radhi Shenaishil (2014–2015, 2016–2017, 2022)
- Basim Qasim (2017–2018)
- Srečko Katanec (2018–2021)
- Dick Advocaat (2021)
- Željko Petrović (2021–2022)
- Abdul-Ghani Shahad (2022)
- Jesús Casas (2022–2025)
- Graham Arnold (seit 2025)